# Çağla Kubat
Pour les articles homonymes, voir Kubat.
Çağla Kubat (prononciation turque : ˈtʃaːɫa kuˈbat) (née le 16 novembre 1978 ou 1979) est une mannequin et actrice turque membre de la Fenerbahçe SW (en),.

## Biographie
Née à Izmir, elle obtient un diplôme du Liceo Italiano et de l'université technique d'Istanbul, spécialisé en génie mécanique. Elle a représenté la Turquie lors du concours Miss Univers 2002.